# Conor Coventry
Conor James Coventry (Waltham Forest, 6 marzo 2001) è un calciatore irlandese, centrocampista del Charlton.

## Carriera

### Club
Cresciuto nel settore giovanile del West Ham Utd, il 25 maggio 2017 firma il primo contratto professionistico con il club londinese; esordisce in prima squadra il 26 settembre 2018, nella partita di Coppa di Lega vinta per 8-0 contro il Macclesfield Town, sostituendo all'intervallo Pedro Obiang. Il 4 gennaio 2020 prolunga con gli Hammers fino al 2023, passando poi in prestito, sei giorni più tardi, al Lincoln City.
Il 31 agosto 2021 si trasferisce a titolo temporaneo al Peterborough United; rientrato al West Ham, il 18 gennaio 2022 passa in prestito al MK Dons, con cui il 5 aprile segna la prima rete tra i professionisti, in occasione dell'incontro di League One vinto per 2-1 contro il Crewe Alexandra. Nell'estate successiva viene definitivamente inserito nella rosa della prima squadra del West Ham.

### Nazionale
Detiene, con 28 presenze, il primato di partite disputate con la nazionale Under-21 irlandese.

## Statistiche

### Presenze e reti nei club
Statistiche aggiornate al 9 novembre 2022.
| Stagione        | Squadra          | Campionato      | Campionato | Campionato | Coppe nazionali | Coppe nazionali | Coppe nazionali | Coppe continentali | Coppe continentali | Coppe continentali | Altre coppe | Altre coppe | Altre coppe | Totale | Totale |
| Stagione        | Squadra          | Comp            | Pres       | Reti       | Comp            | Pres            | Reti            | Comp               | Pres               | Reti               | Comp        | Pres        | Reti        | Pres   | Reti   |
| --------------- | ---------------- | --------------- | ---------- | ---------- | --------------- | --------------- | --------------- | ------------------ | ------------------ | ------------------ | ----------- | ----------- | ----------- | ------ | ------ |
| 2018-2019       | West Ham Utd     | PL              | 0          | 0          | FACup+CdL       | 0+1             | 0               | -                  | -                  | -                  | -           | -           | -           | 1      | 0      |
| 2019-gen. 2020  | West Ham Utd     | PL              | 0          | 0          | FACup+CdL       | 0+1             | 0               | -                  | -                  | -                  | -           | -           | -           | 1      | 0      |
| gen.-mag. 2020  | Lincoln City     | FL1             | 7          | 0          | FACup+CdL       | -               | -               | -                  | -                  | -                  | EFLT        | -           | -           | 7      | 0      |
| 2020-2021       | West Ham Utd     | PL              | 0          | 0          | FACup+CdL       | 0+1             | 0               | -                  | -                  | -                  | -           | -           | -           | 1      | 0      |
| 2021-gen. 2022  | Peterborough Utd | FLC             | 12         | 0          | FACup+CdL       | 0               | 0               | -                  | -                  | -                  | -           | -           | -           | 12     | 0      |
| gen.-giu. 2022  | MK Dons          | FL1             | 20+2       | 1          | FACup+CdL       | -               | -               | -                  | -                  | -                  | EFLT        | -           | -           | 22     | 1      |
| 2022-2023       | West Ham Utd     | PL              | 1          | 0          | FACup+CdL       | 0+1             | 0               | UECL               | 5                  | 0                  | -           | -           | -           | 7      | 0      |
| Totale West Ham | Totale West Ham  | Totale West Ham | 1          | 0          |                 | 4               | 0               |                    | 5                  | 0                  |             | -           | -           | 10     | 0      |
| Totale carriera | Totale carriera  | Totale carriera | 40+2       | 1          |                 | 4               | 0               |                    | 5                  | 0                  |             | -           | -           | 51     | 1      |